# Freeport, Illinois
Freeport är en stad (city) i Stephenson County, i delstaten Illinois, USA. Enligt United States Census Bureau har staden en folkmängd på 25 559 invånare (2011) och en landarea på 30,5 km². Freeport är huvudort i Stephenson County.

## Kända personer från Freeport
- Carl Cain, basketspelare
- Calista Flockhart, skådespelare
- Charles J. Guiteau, mördare